# براتيليوني
براتيجليون هي بلدية في مدينة تورينو الحضرية في منطقة بيمنتة الإيطالية، وتقع على بعد حوالي 45 كيلومترا (28 ميلا) شمال تورينو، وفي منطقة كانافيس الجغرافية.
وتقع براتيجليون على حدود البلديات التالية: سباروني، وكانيشيو، وكانيشيو، وفالبيرغا، وبراسكورسانو، وكوريو، وفورنو كانافيسي، وريفارا.